# Verband der Züchter und Freunde des Arabischen Pferdes
Der Verband der Züchter und Freunde des Arabischen Pferdes (VZAP) ist der Zuchtverband für arabische Pferde in Deutschland. Er führt Zuchtbücher für alle arabischen Rassen, für Vollblutaraber, Shagya-Araber, Anglo-Araber, Arabisches Halbblut und Araber. Mit rund 2.000 Züchtern und 1.700 eingetragenen Zuchtpferden einer der wichtigsten Mitgliedsverbände der World Arabian Horse Organisation (WAHO). Die WAHO erkennt pro Land immer nur einen Zuchtverband an. Dies ist in Deutschland der VZAP. Neben dem VZAP gibt es in Deutschland noch den ZSAA (Zuchtverband für Sportpferde arabischer Abstammung e. V.)

## Geschichte
Der VZAP wurde als Gesellschaft der Züchter und Freunde des Arabischen Pferdes e. V. 1949 in Frankfurt von Araberfreunden und Stutenbesitzern gegründet, die insgesamt 13 stutbuchgerechte Pferde besaßen. Der erste Präsident war Gustav Rau. Als Emblem wurde eine Zeichnung der typvollen arabischen Stute Koalicija gewählt. Nach dem Krieg war die Registrierung der vorhandenen Pferde, verstreute Reste aus so genannten „Evakuierungsbeständen“ – Pferde aus Polen, Ungarn und Weil-Marbach – zunächst die Hauptaufgabe der Vereinigung.
1969 wurde ein zweiter Verband gegründet, das Araberstutbuch von Deutschland e. V. Fast 100 Züchter traten dieser neuen Vereinigung bei. 
Die Gesellschaft der Züchter und Freunde des Arabischen Pferdes schloss sich der 1972 gegründeten WAHO an.
Ende der 1970er Jahre erschien die erste Zeitschrift Arabische Pferde. Sie war der Vorläufer des Araber Journal. Seit 1973 werden jährlich zunächst nationale, dann auch internationale Araberschauen veranstaltet. Die Schau findet in Aachen statt. In Neustadt (Dosse) findet das Nationale Championat statt. 1975 fand in Verden die erste Körung statt. Dann wurde bis 1990 in Darmstadt/Kranichstein gekört, bis die Verantwortung für die Selektion der Vatertiere vom Staat auf die Zuchtorganisationen überging. Das Europa-Championat der Shagya-Araber wurde 1983, 1985 und 1987 in Vreden ausgetragen, 1990 in Hamburg und 1994 in Neustadt (Dosse).
Die WAHO bewirkte die Zusammenlegung der beiden deutschen Araberzuchtverbände, da sie nur einen Verband pro Land anerkennt.
Der neue Verband der Züchter der Arabischen Pferdes e. V. wurde am 29. Juni 1974 in Kassel unter der Leitung von Dieter Graf von Landsberg-Velen, dem langjährigen Präsidenten der Deutschen Reiterlichen Vereinigung, gegründet. Der neue Verband registrierte wiederum Pferde in verschiedenen Abteilungen wie Arabische Vollblut, Araberrasse, Anglo-Araber und Halbblut.
Nach dem Mauerfall konnten die Araberzüchter aus den neuen Bundesländern mit ihren Pferdebeständen integriert werden.

## Bedeutende Pferde
Hier sind Pferde aufgeführt, die entweder großen Einfluss auf die deutsche Araberzucht hatten, oder bedeutende Pferde, die aus der deutschen Araberzucht stammen:
- Skowronek
- Nazeer
- El Shaklan
- Gharib

## Quelle
- Geschichte – VZAP. In: vzap.org. 8. März 2018.